# Comines
Comines (niederländisch Komen, Frans-Komen) ist eine französische Gemeinde mit 12.649 Einwohnern (1. Januar 2022) im Département Nord in der Region Hauts-de-France.

## Geografie
Die nordfranzösische Gemeinde Comines liegt am Fluss Leie (französisch: Lys), der auf 25 Kilometern Länge die Grenze zu Belgien bildet. Der dem Grenzfluss gegenüberliegende Ort heißt ebenfalls Comines und ist Teil der belgischen Gemeinde Comines-Warneton. Die Stadt Lille liegt etwa 15 Kilometer südlich von Comines, Kortrijk etwa 18 Kilometer nordöstlich.

## Geschichte
Die Stadt hatte eine strategisch wichtige Lage an der Leie als Zugang nach Flandern und wurde im Laufe der Geschichte mehrfach zerstört und wiederaufgebaut. So wurde zur Zeit von Charles III. de Croÿ die Burg neuerbaut, die Kirche Saint Chrysole wurde 1615 fertiggestellt und der Beffroi (deutsch Belfried) 1623 in seiner heutigen Form errichtet.
1668 wurde die Stadt entlang der Leie als natürlicher Grenze geteilt. Der Nordteil gehörte nun zu den Spanischen Niederlanden und der Südteil zu Frankreich. Ludwig XIV. ließ die Burg durch Vauban weiter befestigen, trotzdem wurde die Festung 1674 durch die Spanier zerstört. Der Vertrag von Utrecht bestätigte 1713 den Fluss Leie als Grenze in der Stadt.
Nach 1789 in der Französischen Revolution und den Koalitionskriegen wurde die Stadt mit der Annexion Belgiens wiedervereinigt. Nach 1830 mit der Selbstständigkeit Belgiens wurde die Stadt erneut geteilt. In den Jahren danach begann die Textilindustrie in der – französischen – Stadt zu expandieren.

## Bevölkerungsentwicklung
| Jahr                       | 1962 | 1968   | 1975   | 1982   | 1990   | 1999   | 2011   | 2020   |
| Einwohner                  | 9040 | 10.128 | 10.485 | 10.915 | 11.320 | 11.952 | 12.637 | 12.749 |
| Quellen: Cassini und INSEE |      |        |        |        |        |        |        |        |

## Kultur und Sehenswürdigkeiten
Die heutige Kirche Saint Chrysole wurde nach der Zerstörung der ursprünglichen Kirche zwischen 1925 und 1928 im neobyzantinischen Stil von Dom Bellot errichtet und 1929 geweiht.
Einen Belfried (frz. Beffroi) gibt es in der Stadt seit dem Ende des 12. Jahrhunderts; er symbolisiert die Selbstverwaltung der Stadt. Das Rathaus und der Belfried wurden im Ersten Weltkrieg zerstört und 1924, so wie er 1623 erbaut worden war, wiederhergestellt. Der Belfried ist seit 2005 UNESCO-Weltkulturerbe.

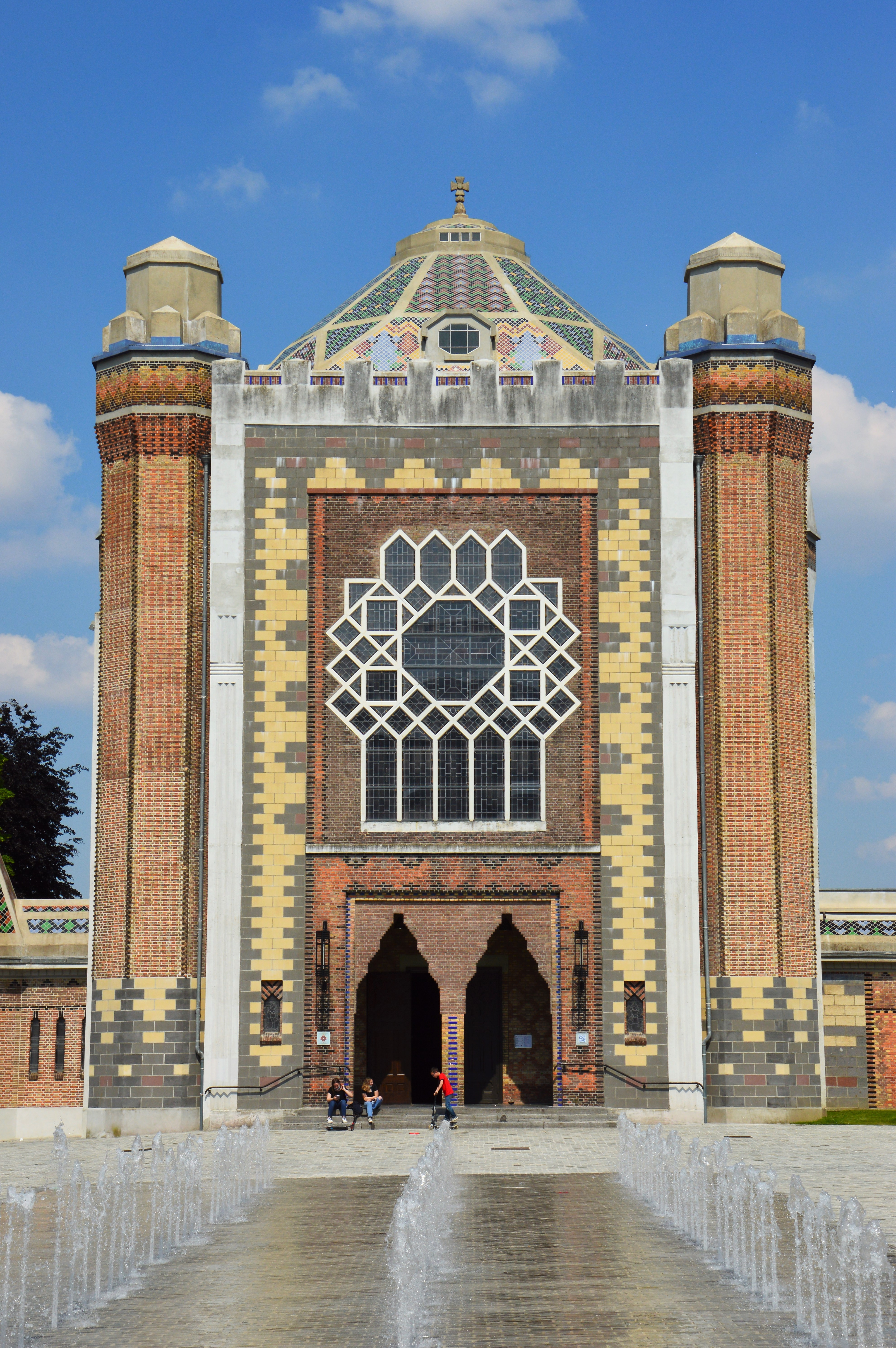
Kirche Saint Chrysole
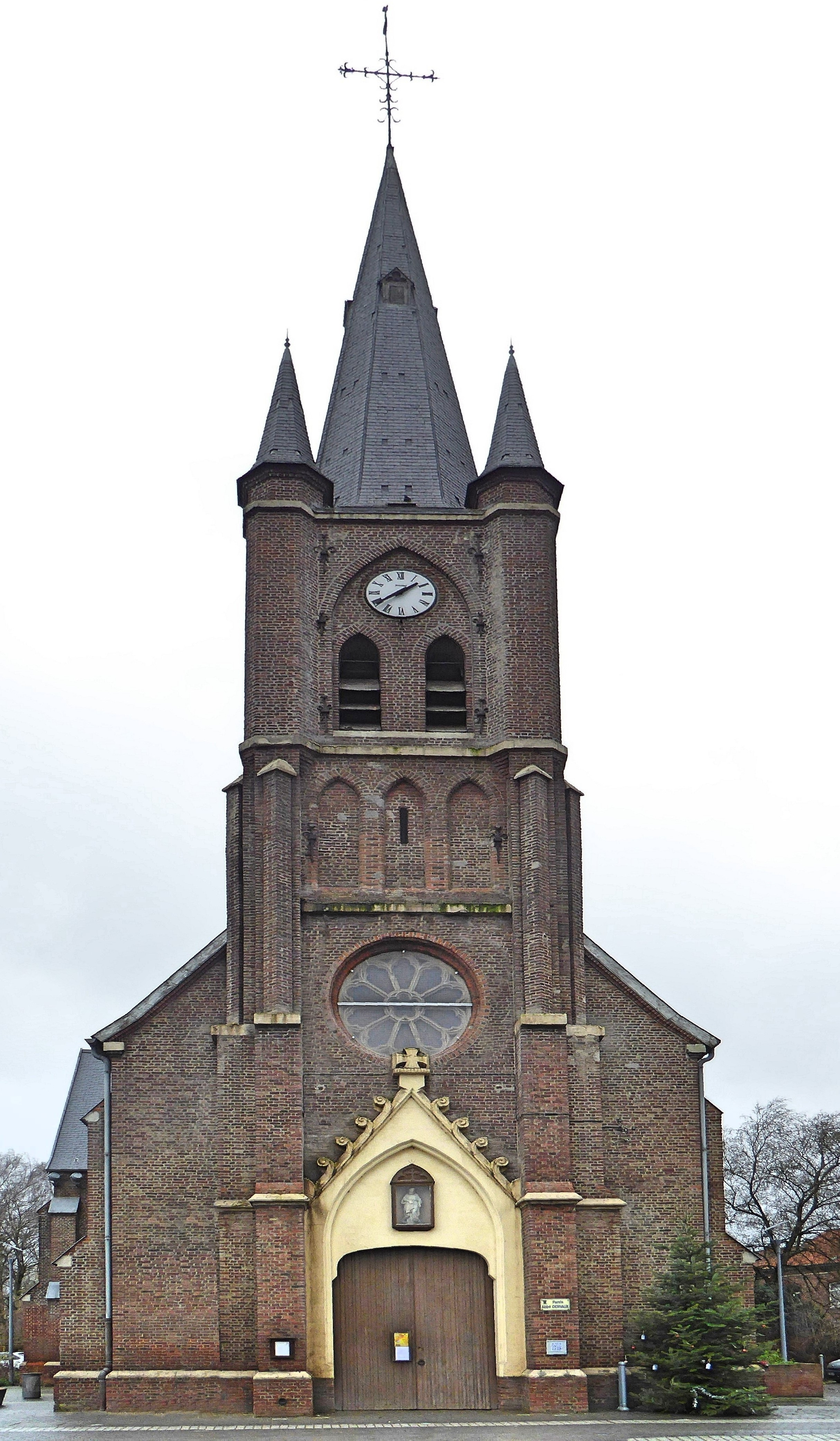
Kirche Sainte-Marguerite
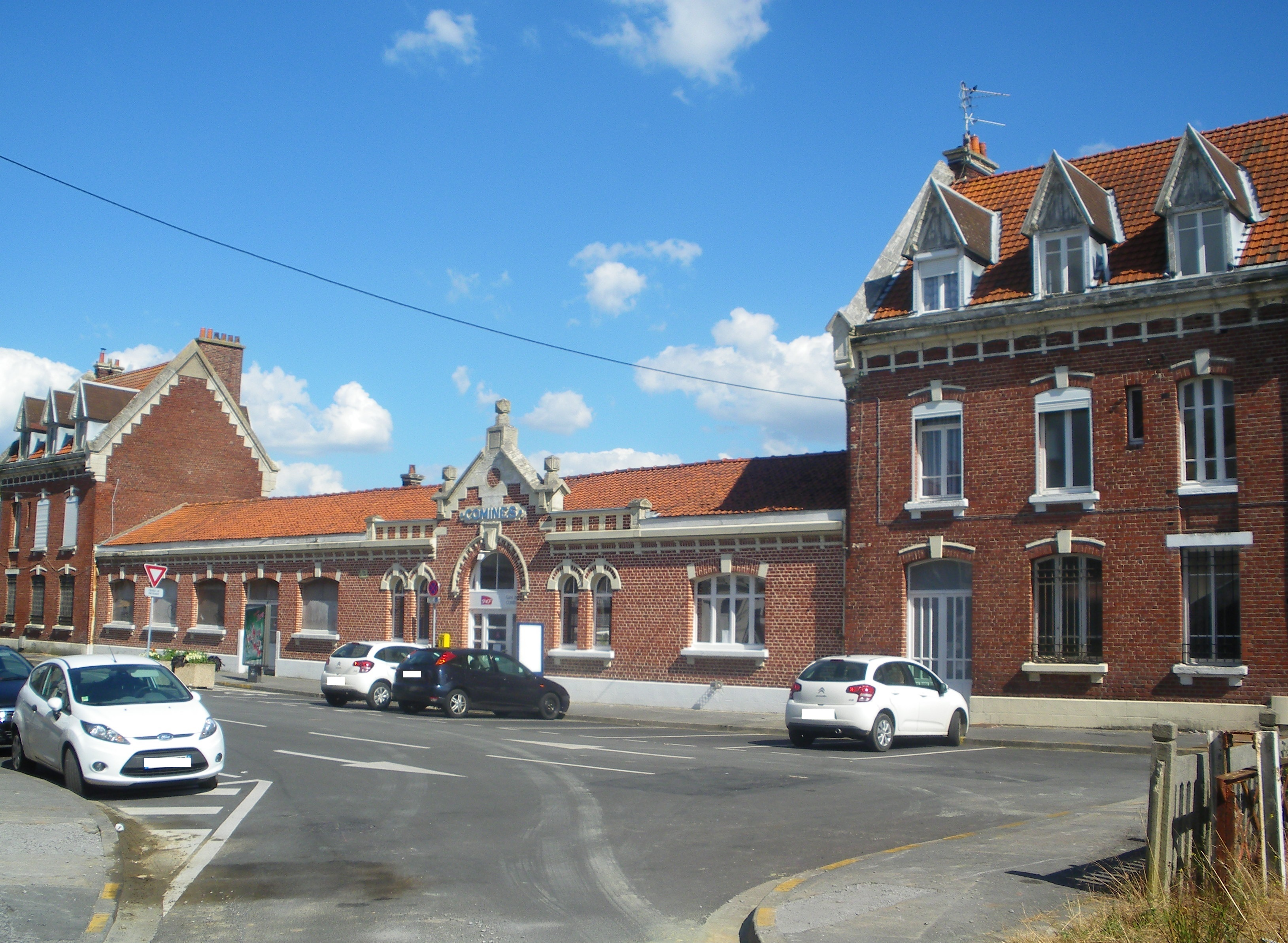
Bahnhof Comines

### Géants de Comines
Die Géants de Comines (dt. Giganten von Comines) gibt es seit 1884. Sie sind Beispiele der in der Region Pas-de-Calais in Frankreich und in Belgien auf Festen verbreiteten traditionellen Riesenfiguren (Géants du Nord). 1884 traten in Comines die Figur der Grande Gueuloute und der P’tite Chorchire erstmals auf. 1984 kam die Figur des Buchard de Comines und 1987 die Figur des Messire de Comines hinzu.

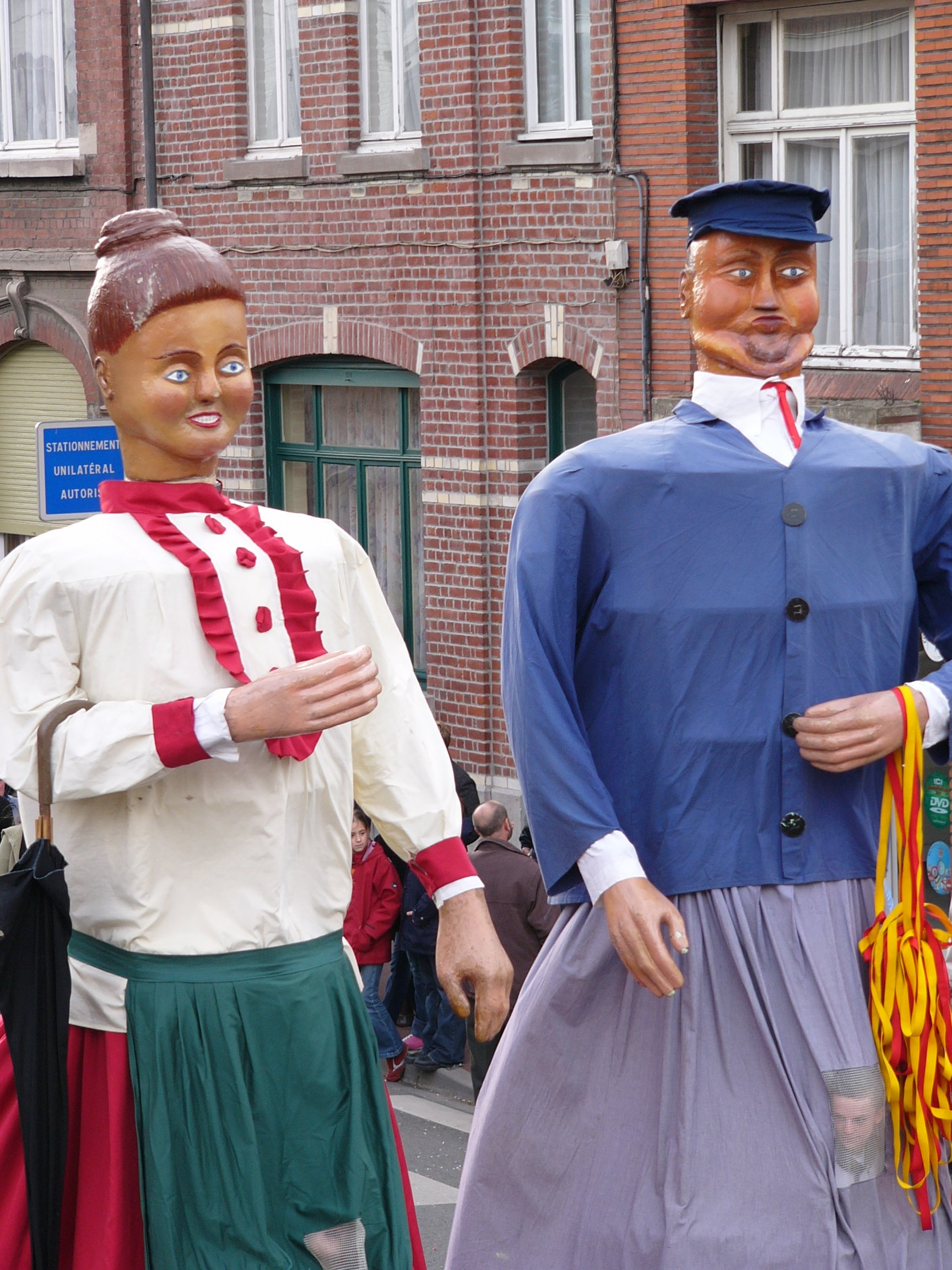
Grande Gueuloute und P’tite Chorchire
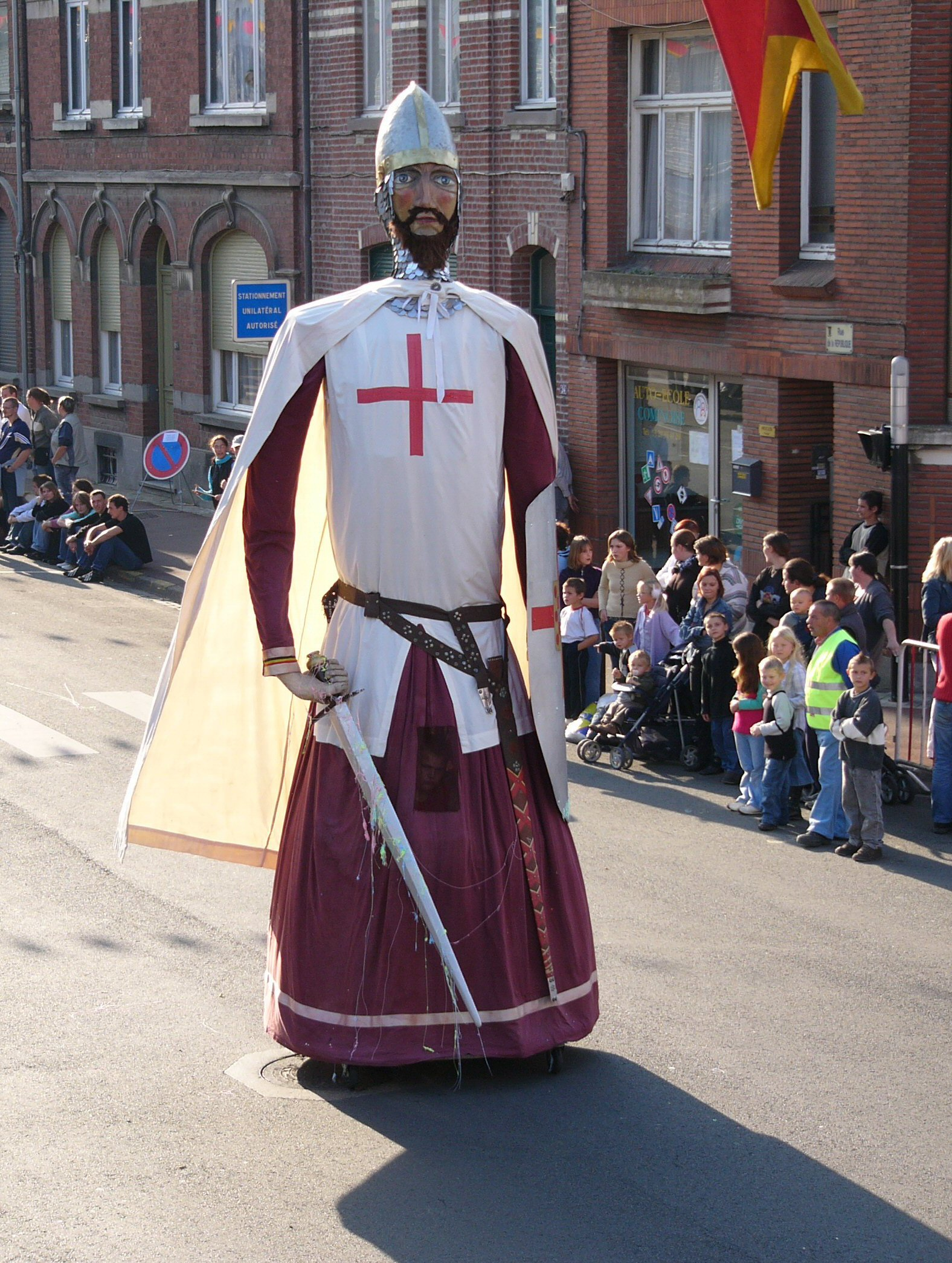
Buchard de Comines
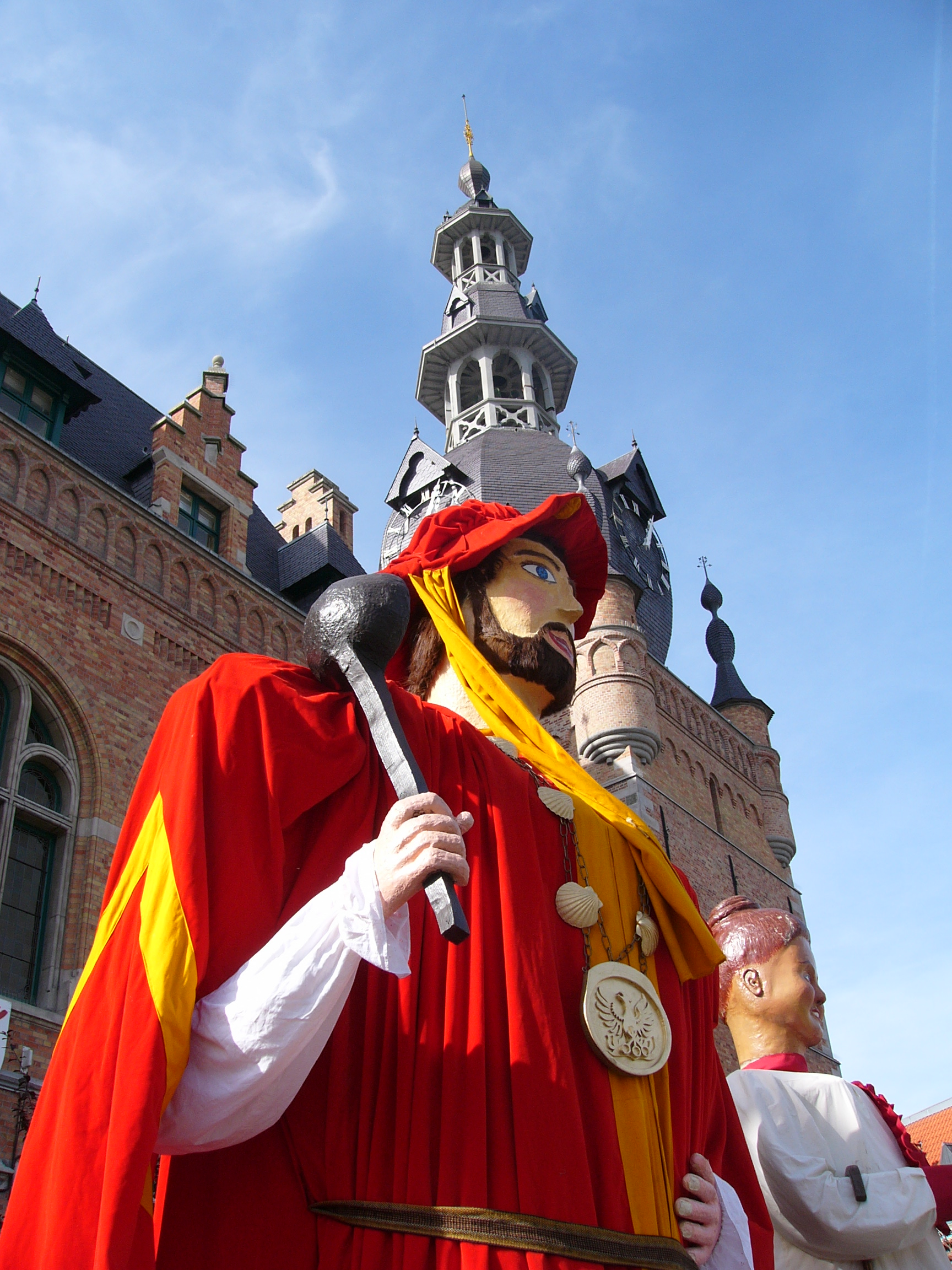
Messire de Comines

## Persönlichkeiten
- Pascal Delannoy (* 1957), französischer römisch-katholischer Erzbischof von Straßburg